# デ・ハビランド ジプシー・クイーン

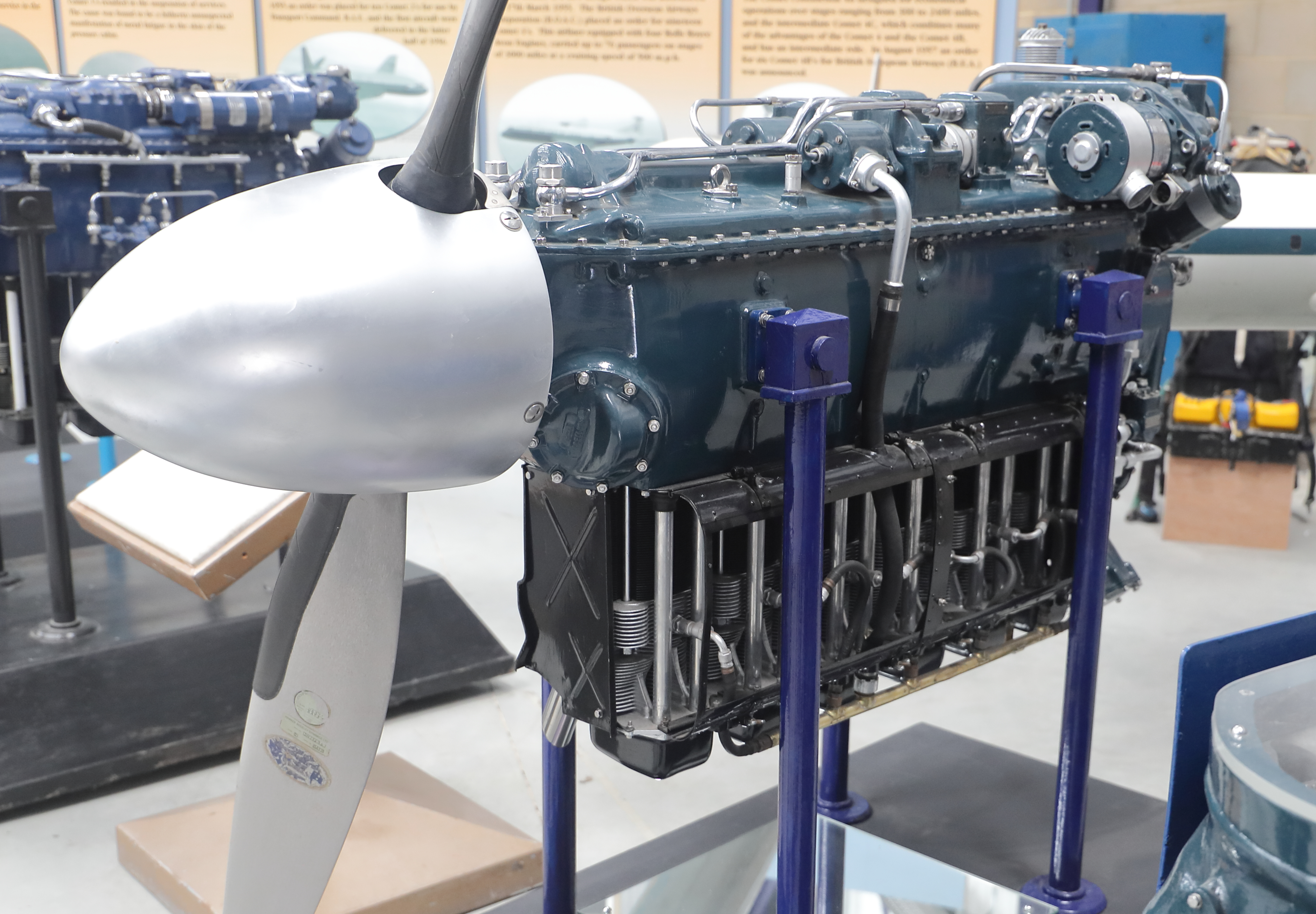
デ・ハビランド航空機博物館で展示中のジプシー・クイーン30

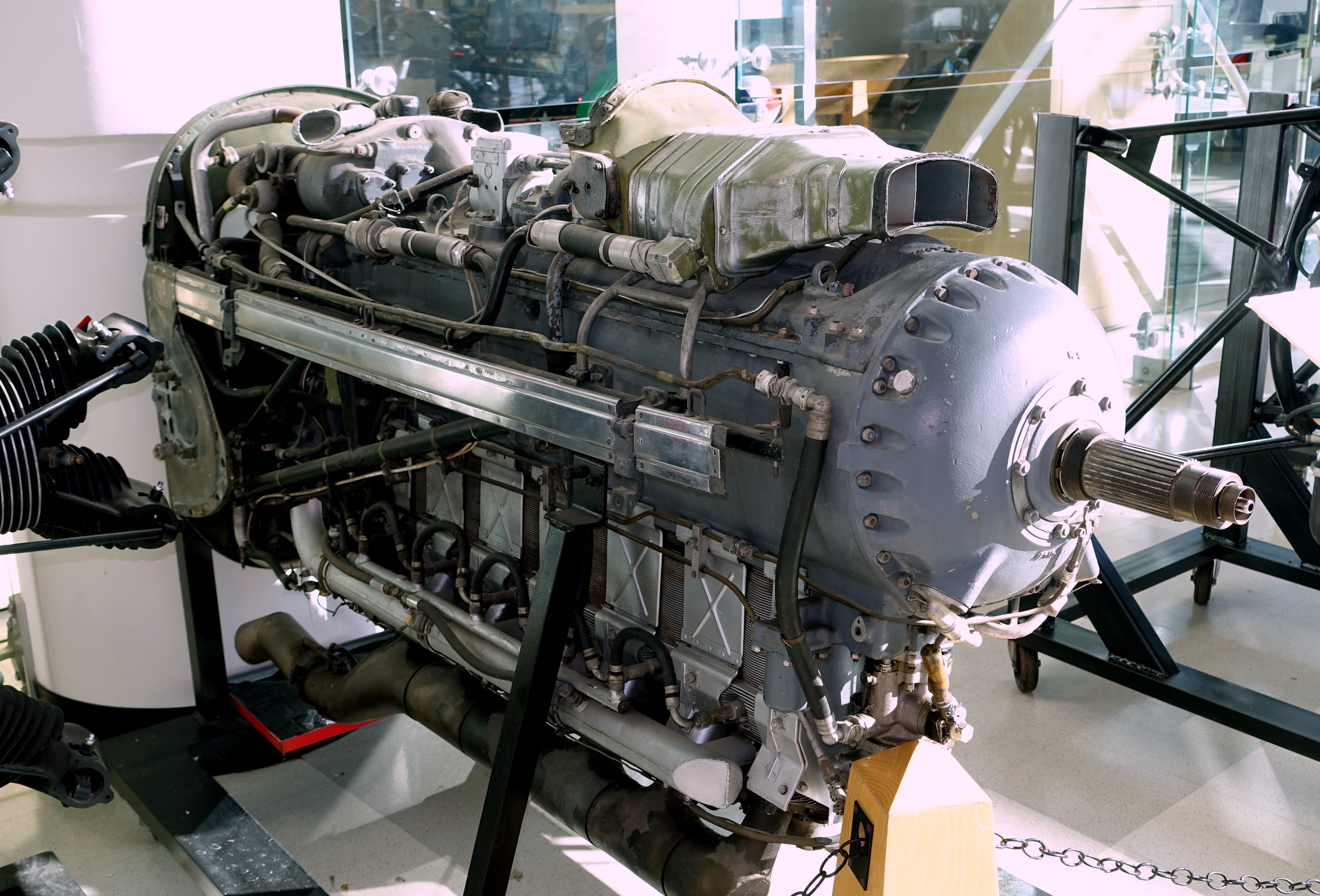
エバーグリーン航空宇宙博物館で展示されているジプシー・クイーン70

デ・ハビランド ジプシー・クイーン（英語: de Havilland Gipsy Queen）は、イギリスのデ・ハビランド・エアクラフト（後にデ・ハビランド・エンジン）が1936年に開発したエンジン。デ・ハビランド ジプシー・シックスの軍用機に用いられた派生型である。

## 型式
| 型式                  | 開発年 | 出力            | 説明 |
| --------------------- | ------ | --------------- | --- |
| ジプシー・クイーンI   | 1936年 | 205 hp (153 kW) | ジプシー・シックス2の軍用型。クランクシャフトには溝が設けられていたが、固定ピッチプロペラがアダプターを介して取り付けられ、可変ピッチプロペラには適合しなかった。生産はごく少数であった。                                                    |
| ジプシー・クイーンII  | 1936年 | 210 hp (160 kW) | ジプシー・シックス2の軍用型。クランクケースを強化し、溝付きのクランクシャフトにより可変ピッチプロペラを運用した。 |
| ジプシー・クイーンIII | 1940年 | 200 hp (150 kW) | ジプシー・シックスの軍用型。クランクケースを強化し、テーパー部があるクランクシャフトを用いた。1358機が生産された。ほとんどのエンジンの上部カバーは初期のジプシー・シックスと同様にとても簡素なもので、カバー後方の付属品がないものであった。 |
| ジプシー・クイーンIV  | 1941年 |                 | 当初ジプシー・クイーンIIISとされた、スーパーチャージャー搭載型。1944年6月にジプシー・クイーン50として類別された。少数が製造され、当時広く宣伝されたが生産に入ることはなく、完全に再設計されたジプシー・クイーン30が後継機となった。          |

| 型式                   | 開発年 | 出力            | 説明 |
| ---------------------- | ------ | --------------- | --- |
| ジプシー・クイーン30   | 1946年 | 240 hp (180 kW) | 再設計型（直径120mm、ストローク150mm、体積10.18 L）。1762機が生産された。                               |
| ジプシー・クイーン30-2 | 1946年 | 240 hp (180 kW) | |
| ジプシー・クイーン30-3 | 1946年 | 240 hp (180 kW) | |
| ジプシー・クイーン30-4 | 1946年 | 240 hp (180 kW) | |
| ジプシー・クイーン32   | 1946年 | 250 hp (190 kW) | |
| ジプシー・クイーン33   |        |                 | ジプシー・クイーン30と同等の推進式配置用エンジン                                                        |
| ジプシー・クイーン34   |        |                 | ジプシー・クイーン30と同等                                                                              |
| ジプシー・クイーン50   | 1944年 | 295 hp (220 kW) | 固定速、スーパーチャージャー1機のエンジン。14機が生産された。                                           |
| ジプシー・クイーン51   | 1944年 | 295 hp (220 kW) | ジプシー・クイーン50と同等                                                                              |
| ジプシー・クイーン70-1 | 1946年 | 295 hp (220 kW) | ジプシー・シックスS.Gから改名された、スーパーチャージャーと減速機を備えたエンジン。1889機が生産された。 |
| ジプシー・クイーン70-2 |        | 380 hp (280 kW) | スーパーチャージャーと減速機を備えたエンジン。                                                          |
| ジプシー・クイーン70-3 |        | 380 hp (280 kW) | スーパーチャージャーと減速機を備えたエンジン。                                                          |
| ジプシー・クイーン70-4 |        | 340 hp (250 kW) | スーパーチャージャーと減速機を備えたエンジン。                                                          |
| ジプシー・クイーン71   | 1950年 | 330 hp (250 kW) | スーパーチャージャーと減速機を備えたエンジン。                                                          |
| ジプシー・クイーン136  |        |                 | ジプシー・クイーン30-2に国防省が付した型式。                                                            |

## 搭載した機種
イギリス
- W.9
- ショート シーランド
- スコティッシュ・アビエーション パイオニア
- デ・ハビランド DH.104 ダブ

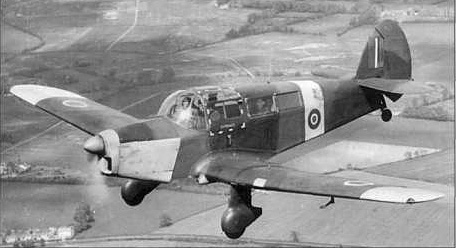
パーシヴァル プロクターIV

- デ・ハビランド DH.89 ドラゴン・ラピード
- デ・ハビランド DH.114 ヘロン
- ハンドレページ マラソン
- パーシヴァル プレンティス（英語版）
- パーシヴァル プロクター（英語版）
- パーシヴァル マーガンサー
- パーナル 382（英語版）
- パーナル ヘック（英語版）
- プラネット サテライト（英語版）
- ヘストン JC.6
- マイルズ マーチャントマン（英語版）
- マイルズ メンター（英語版）
- ヤングマン＝ベインズ ハイ・リフト（英語版）

 イタリア
- フィアット G.46：G.46 bis及びG.46-2B
- ブレダ Ba.44（英語版）

## 展示されているエンジン
イギリス空軍博物館コスフォード館にジプシー・クイーン175（デ・ハビランド DH.89 ドラゴン・ラピード用）が展示されている

## 要目 (ジプシー・クイーン I)
出典： Lumsden 
諸元
- タイプ： 倒立直列6気筒
- シリンダー直径： 4.646 in (118 mm)
- ストローク： 5.512 in  (140 mm)
- 体積： 560.6 cu in (9.186 L)
- 全長： 63.5 in (1,587 mm)
- 全幅： 20.5 in (513 mm)
- 全高： 33.5 in (838 mm)
- 重量： 486 lbs (220 kg)

機構
- バルブ: オーバーヘッドバルブ
- 燃料： ガソリン（87オクタン）
- 潤滑システム： ドライサンプ
- 冷却システム： 空冷

性能
- 出力： 208 hp (155 kW) at 2,400 rpm
- 圧縮比： 6.5:1
- 出力重量比： 0.43 hp/lb (0.7 kW/kg)